# Erbuilder data modeler

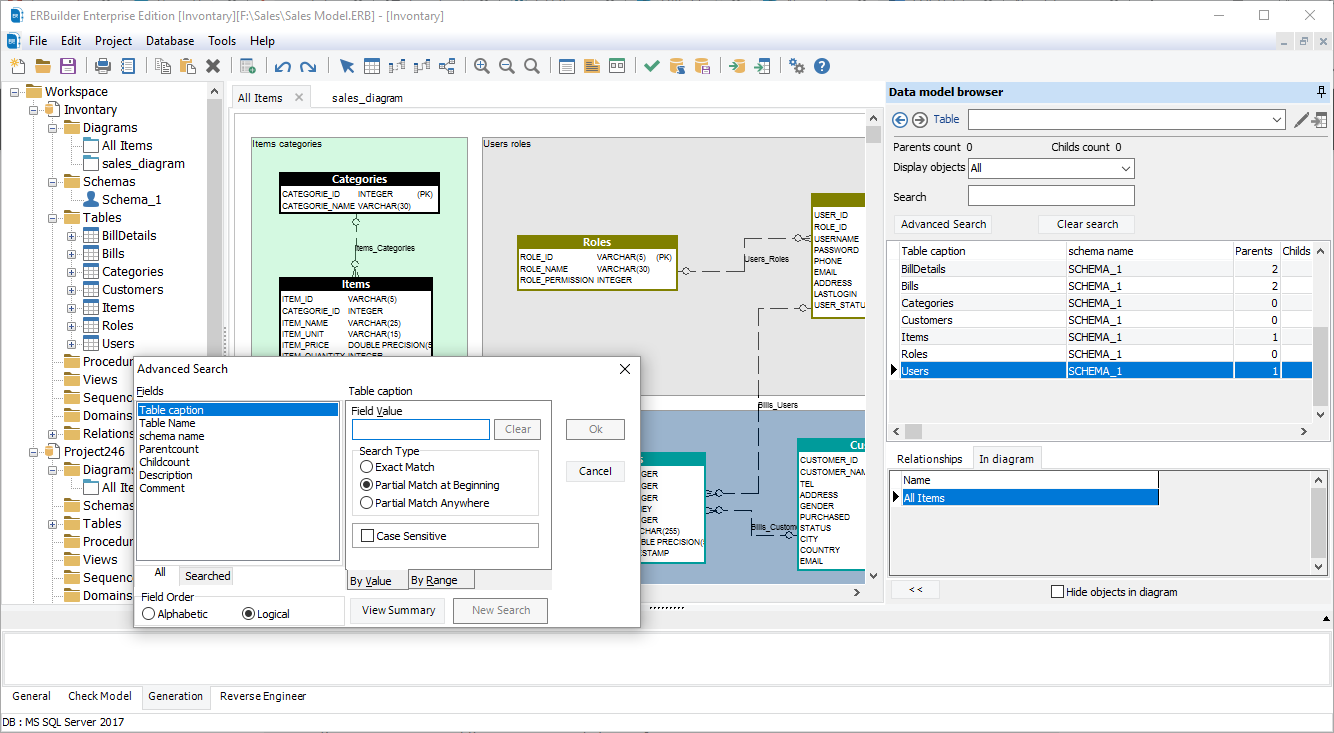
Tela principal do ERBuilder.

O ERBuilder Data Modeler é um software de modelagem de bancos de dados criado pela empresa SoftBuilder, sua primeira versão foi lançada em outubro de 2017. É uma ferramenta visual para modelagem de banco de dados e geração de script DDL usando uma abordagem de relacionamento de entidade (ER).
Foi desenvolvido para criar modelos de dados para bancos de dados Oracle, Microsoft SQL Server, PostgreSQL, MySQL, SQLite, Firebird, Microsoft Azure SQL Database, Amazon Redshift e Amazon RDS.

## Caracteristicas[3]
- Modelagem de dados visuais
- Pró-engenharia / Engenharia inversa
- Geração de script SQL / DDL a partir de um modelo de dados
- Conexões seguras SSL (PostgreSQL e MySQL)
- Documentação do modelo de dados
- Plotar e exportar o modelo de dados
- Gerando inserções de dados
- Gerar modelos HTML (interface gráfica a partir de um modelo de dados)
- Comparação entre dois modelos de dados, modelo de dados e banco de dados ou dois bancos de dados

## Bancos de dados suportados
- Oracle
- Microsoft SQL Server
- PostgreSQL
- MySQL
- SQLite
- Firebird
- Microsoft Azure SQL Database
- Amazon Redshift
- Amazon RDS